# Limites d'Atterberg
Pour les articles homonymes, voir Atterberg.

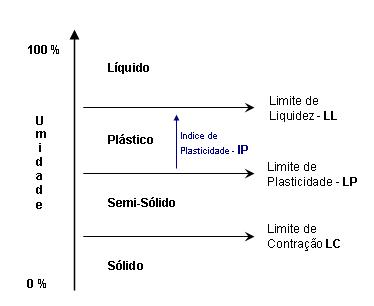
Figure schématique indiquant la position relative des limites d'Atterberg et de l'indice de plasticité.

En géotechnique, les limites d’Atterberg définissent à la fois un indicateur qualifiant la plasticité d’un sol, mais aussi l’essai qui permet de définir ces indicateurs. Cet essai a été établi par l’agronome suédois Albert Atterberg.
La teneur en eau d’un sol peut en effet beaucoup varier au cours des opérations de terrassements.
Pour la fraction fine (graviers exclus), la cohésion tient à la présence d'eau : parfaitement sec, le matériau serait cohérent. Au-dessus d'une certaine teneur (limite de plasticité), on peut le pétrir en forme de boudin, de boulette ou de fil. Pour une teneur plus forte (limite de liquidité), il forme un liquide, visqueux, qui ne conserve pas la forme qu'on lui a donnée. La détermination, soigneusement normalisée, de ces deux teneurs caractéristiques appelées limites d'Atterberg, est un élément important d'identification, et permet déjà de prévoir certaines propriétés.

## Consistance d’unsol
La consistance d'un sol fin (exemple : le sable) ou cohérent (exemple : l'argile) peut être appréciée par un essai de résistance mécanique (essai de rupture en compression simple, essai de poinçonnement ou de pénétration).
Cette consistance varie considérablement avec la teneur en eau du sol. En faisant décroître progressivement la teneur en eau d'un échantillon de sol on constate que le sol passe successivement par plusieurs états:
- État liquide à teneur en eau élevée.

Le sol se comporte comme un liquide. Sa résistance au cisaillement est nulle et il se répand lorsqu'on le déverse. Les grains du sol sont pratiquement séparés par I'eau;
- État plastique :

Le sol est stable naturellement mais, dès qu'un effort lui est appliqué, il est le siège de déformations importantes, en grande partie non réversibles sans variation notable de volume et sans apparition de fissures. Par trituration il perd sa consistance.
Certains sols, dits thixotropes, ont la propriété de récupérer avec le temps une partie de leur résistance;
- État solide :

Le sol a le comportement d'un solide, l'application d'un effort n'entraîne que de faibles déformations. Le passage à l'état solide s'effectue au départ avec réduction du volume ou retrait, puis à volume constant donc sans retrait.

## Indicateurs

### Limite de liquidité
La limite de liquidité ({\displaystyle W_{l}}) caractérise la transition entre un état plastique et un état liquide. C'est la teneur en eau pondérale, exprimée en pourcentage, au-dessus de laquelle le sol s'écoule comme un liquide visqueux sous l'influence de son propre poids.
Formule de la teneur en eau pondérale : {\displaystyle {\frac {Masse_{eau}}{Masse_{sol.sec}}}} en grammes.

### Limite de plasticité
La limite de plasticité ({\displaystyle W_{p}}) caractérise la transition entre un état solide et un état plastique. Cette limite indique la teneur en eau pondérale, en pourcentage, optimale pour travailler un sol et favoriser le compactage. En dessous de cette limite, le sol est friable ou facilement travaillable d'un point de vue agronomique.
La limite de plasticité est déterminée par le modelage d'un petit fil avec la partie fine d'un sol sur une surface plane, non poreuse. La procédure est définie dans la norme ASTM D 4318.
Si le sol est plastique, ce petit fil conserve sa forme jusqu'à un diamètre très étroit. L'échantillon peut alors être reformulé et l'essai est répété.
Comme la teneur en humidité diminue à cause de l'évaporation, le fil commence à se briser à grands diamètres. La limite de plasticité est définie comme étant la teneur en eau, où le fil se casse à un diamètre de 3 mm (environ 1/8 ").
Un sol est considéré comme non-plastique, si un fil ne peut pas rouler jusqu'à 3 mm, quel que soit le taux d'humidité de la partie fine du sol.

### Indice de liquidité
{\displaystyle I_{l}={\frac {w-Lp}{I_{p}}}}

### Indice de densité
{\displaystyle I_{d}={\frac {e_{max}-e}{e_{max}-e_{min}}}}²²

### Indice de plasticité
{\displaystyle I_{p}={L_{l}-L_{p}}}

L'indice de plasticité mesure l'étendue de la plage de teneur en eau dans laquelle le sol se trouve à l'état plastique.
Suivant la valeur de leur indice de plasticité, les sols peuvent se classer comme suit :
| Indice de plasticité | Degré de plasticité                                                      |
| -------------------- | ------------------------------------------------------------------------ |
| 0 < Ip < 5           | Non plastique (l’essai perd sa signification dans cette zone de valeurs) |
| 5 < Ip < 15          | Moyennement plastique                                                    |
| 15 < Ip < 40         | Plastique                                                                |
| Ip > 40              | Très plastique                                                           |

La plasticité est une propriété caractéristique des éléments très fins ou argileux du sol, en relation avec l'existence de couches d'eau adsorbée avec ou sans électrolytes dissociés. On conçoit donc que les limites d'Atterberg et l'indice de plasticité d'un sol varient non seulement avec l'importance de sa fraction argileuse mais également avec la nature des minéraux argileux et des cations adsorbés.
À titre d'exemple, les valeurs les plus fortes de cet indice sont obtenues avec les montmorillonites et plus particulièrement celles chargées du cation sodium (Na+).

### Indice de consistance
Il s’agit d’un indicateur dérivé :
{\displaystyle I_{c}={\frac {w_{l}-w}{I_{p}}}}
où w=w normale de l'échantillon

## Mode opératoire de l’essai
L’essai s’effectue sur le mortier du sol (fraction inférieure à 400 µm).
Limite de liquidité : Le sol est mélangé à une quantité d'eau. La pâte obtenue est placée dans une coupelle de 100 mm de diamètre environ. On trace sur la pâte lissée une rainure normalisée avec un outil spécial. À l'aide d'une dame, on fait subir une série de chocs à la coupelle. On observe en fin d'expérience le contact des deux lèvres de la rainure. La limite de liquidité est la teneur en eau en % qui correspond à une fermeture en 25 chocs.
Limite de plasticité : On mélange l'échantillon avec des quantités variables d'eau; on façonne avec la pâte un rouleau de 6 mm de diamètre pour une centaine de millimètres de longueur. Puis on atteint 3 mm de diamètre en le roulant (souvent avec les doigts), après 5 à 10 aller-retour maximum. La limite de plasticité est la teneur en eau en % du rouleau qui se fissure et se brise lorsqu'il atteint un diamètre de 3 mm.
La précision de l’essai est de l’ordre du demi-point de teneur en eau pour la détermination de la limite de liquidité et du point de teneur en eau pour la détermination de la limite de plasticité.

## Normes
En France
- NF EN ISO 17892-12 (indice classement français P 94-512-2) Détermination des limites de liquidité et de plasticité
- NF P94-051 Limite de liquidité à la coupelle - Norme périmée
- NF P94-051 Limite de plasticité au rouleau - Norme périmée
- NF P94-052.1 Limite de liquidité au cône de pénétration - Norme périmée
- NF P94-060.1 Limite de retrait volumique
- NF P94-060.2 Limite de retrait linéaire

En Europe, dans le cadre de l’Eurocode 7 « Géotechnique », les spécifications techniques de l’essai des limites d’Atterberg ont été normalisées sous le numéro de code XP CEN/ISO/TS 17892-12.